# Thinner (film)
Thinner is een horrorfilm uit 1996 van regisseur Tom Holland. Hij verfilmde hiervoor het gelijknamige boek van Stephen King uit 1984.

## Verhaal
De veel te dikke advocaat Billy Halleck (Robert John Burke) schroomt niet alles uit de kast te trekken om ook zijn schuldige cliënten hun zaken te laten winnen. Zo krijgt hij het ook voor elkaar dat maffioso Richie Ginelli (Joe Mantegna) vrijgesproken wordt, die hem daarvoor zijn loyaliteit toezegt. Terwijl hij achter het stuur van zijn auto zit, beloont zijn trotse echtgenote Heidi hem met fellatio.
Omdat Halleck zodoende maar half op het verkeer let rijdt hij de overstekende hoogbejaarde zigeunerin Suzanne Lempke (Irma St. Paule) aan, die daarop meteen overlijdt. Hij heeft echter weinig te vrezen van het gerecht. Nadat een bevriende agent zonder alcoholcontrole verklaart dat Halleck nuchter was en de eveneens bevriende rechter Cary Rossington (John Horton) vonnist dat het een ongeluk was, staat hij weer ongeschonden op straat. Daar staat de vader van de overleden zigeunerin, Tadzu Lempke (Michael Constantine), hem op te wachten. Deze wrijft Halleck over de wang en spreekt het woord thinner ('dunner') uit.
Vanaf dat moment verliest Halleck in sneltreinvaart gewicht. Naarmate hij meer kilo's kwijtraakt, moet hij weer aan de aanraking van Lempke denken. Wanneer ook commissaris Duncan Hopley en rechter Rossington onder vreemde aandoeningen blijken te lijden na een ontmoeting met Lempke, kan hij niet langer ontkennen dat hij vervloekt is. Hij moet op zoek naar de zigeuner en proberen om hem de vloek op te laten heffen, voor er niets meer van hem overblijft. Ondertussen denkt Heidi dat haar man krankzinnig is geworden en probeert hem met behulp van de bevriende dokter Mike Houston (Sam Freed) te laten opnemen in een psychiatrische kliniek. Omdat de zigeuners hem in eerste instantie uitlachen wanneer hij om hulp vraagt, schakelt Halleck Ginelli in om hem te helpen.
Ginelli die nog bij Halleck in het krijt stond, ontvoert de kleinzoon van Lempke, en liet de zigeuners weten dat ze de vloek bij Halleck moeten breken als ze hem levend terug willen hebben.
Onder druk geeft Tadzu Lempke toe en geeft Halleck een stuk taart. Hij zegt dat als hij iemand van de taart laat eten, de vloek op diegene over zal gaan. Halleck heeft al iemand op het oog: zijn vrouw Heidi die hij verdenkt overspel te plegen met dokter Mike Houston. Thuis gekomen geeft hij zijn vrouw een stuk en de volgende dag ligt een uitgemergelde lijk in haar bed. Halleck is heel blij dat hij van de vloek af is, tot hij beseft dat zijn veertienjarige dochter Linda ook van de taart gegeten heeft. In zijn verdriet besluit Halleck om zelf ook van de taart te eten, tot er gebeld wordt. Het is dokter Houston die erg verbaasd is te zien dat Halleck nog thuis is. Hij zegt dat hij gebeld werd door de buren omdat die dachten dat er iets met Heidi aan de hand is. Halleck laat Houston binnen en vraagt met een grijns om zijn mond of Houston trek heeft in een stuk taart. 

## Rolverdeling
| Acteur              | Personage                   |
| ------------------- | --------------------------- |
| Robert John Burke   | Billy Halleck               |
| Joe Mantegna        | Richie "The Hammer" Ginelli |
| Lucinda Jenney      | Heidi Halleck               |
| Michael Constantine | Tadzu Lempke                |
| Kari Wührer         | Galina Lempke               |
| Bethany Joy Lenz    | Linda Halleck               |
| Daniel von Bargen   | Commissaris Duncan Hopley   |
| John Horton         | Rechter Cary Rossington     |
| Time Winters        | Openbaar aanklager          |
| Howard Erskine      | Rechter Phillips            |
| Sam Freed           | Dr. Mike Houston            |
| Irma St. Paule      | Suzanne Lempke              |
| Stephen King        | Dr. Bangor                  |

## Trivia
- Thinner werd genomineerd voor een Saturn Award in de categorie 'beste make up'.
- Auteur King duikt zelf op in het verhaal als de apotheker die ook getuigt in het onderzoek naar Hallecks aanrijding van Suzanne Lempke.